# Хладњача за сладолед (позоришна представа)
Хладњача за сладолед  је српска позоришна представа Ружице Васић.

## Радња
Кроз четири чина – посвете, направљен је осврт на протеклих петнаест година које су одређену генерацију маргинализовале, просто зато што је рођена у погрешно време. Паралелно са основном причом тече и лекција о некој другој генерацији која је страдала за време немачке окупације. И долази се до истог судбоносног кода: неки се роде само да би постали споменик времена, да би будућим нараштајима служили за пример и наук. Међутим, временом и споменици избледе, а трагедија постане терет. Родити се у граду у којем је највећи парк – гробље, у којем једном годишње „и небо плаче“, на турбулентном Балкану, под димњацима Заставе, подразумева одрастање у реквијумској атмосфери. Ипак, то са Крагујевцем није случај, он пулсира потпуно другачије; насупрот хладноћи надгробног мермера, он живи и дише, јер град - то су људи у њему и срце у њима.

## Улоге
| Глумац                 | Улога                         |
| ---------------------- | ----------------------------- |
| Мирко Бабић            | Милутин Мића Тодоровић        |
| Сања Матејић Тодоровић | Невена Поповић                |
| Милош Крстовић         | Љуба Јовановић (Жгебе)        |
| Никола Милојевић       | Горан Мајсторовић (Лепи Гога) |
| Катарина Јанковић      | Јована Тодоровић              |
| Миодраг Пејковић       | Ђоле торбица                  |
| Ненад Вулевић          | Марко Поповић (Поп)           |
| Александар Милојевић   | Колпортер                     |